# Phoenix Racing
Phoenix Racing (Team Phoenix) – niemiecki zespół wyścigowy założony w 2010 roku przez Ernsta Mosera. Obecnie ekipa startuje w od 2000 roku w Deutsche Tourenwagen Masters (Audi Sport Team Phoenix), a także w Veranstaltergemeinschaft Langstreckenpokal Nürburgring oraz Blancpain Sprint Series. W przeszłości zespół pojawiał się także w stawce FIA GT Series, Blancpain Endurance Series, German Supertouring Championship, ADAC GT Masters, Porsche Supercup, Pucharów Porsche Carrera, FIA GT Championship, FIA GT1 World Championship oraz FIA GT3 European Championship. Baza zespołu znajduje się w Nürburg, niopodal toru Nürburgring.

## Sukcesy zespołu
- Deutsche Tourenwagen Masters

2011 - Audi A4 DTM (Martin Tomczyk)
2013 - Audi RS5 DTM (Mike Rockenfeller)
- FIA GT3 European Championship

2009 - Audi R8 LMS (Christopher Mies, Christopher Haase)
- 24h Nürburgring Nordschleife

2010 - klasa SP 9-GT - Audi R8 LMS (Dennis Rostek, Luca Ludwig, Markus Winkelhock, Marc Bronzel)
2011 - klasa SP 9-GT - Audi R8 LMS (Marc Basseng, Marcel Fässler, Andrea Piccini, Frank Stippler)
2012 - klasa SP 9-GT - Audi R8 LMS (Marc Basseng, Christopher Haase, Markus Winkelhock, Frank Stippler)
2014 - klasa SP 9-GT - Audi R8 LMS (Christian Mamerow, Christopher Haase, Markus Winkelhock, René Rast)